# Caprimulgus batesi
El chotacabras de Bates o chotacabra de Bate (Caprimulgus batesi) es una especie de ave de la familia Caprimulgidae, orden Caprimulgiforme, que vive en África.

## Distribución y hábitat
Se encuentra en la franja eccuatorial de África, en el sur de Camerún, suroeste de la República Centroafricana y Gabón; en el este de la República Democrática del Congo y oeste de Uganda.

Su hábitat natural son los claros y lindes de los bosques primarios a baja altitud y los bosques secundarios densos.

## Descripción
Mide entre 29 y 31 cm de longitud y su peso varía entre los 89 y los 112 g y presenta dimorfismo sexual, plumaje críptico, de tonos pardos o pardo rojizo en las partes inferiores y marrón oscuro, con rayado en tonos claros, en las superiores.

## Alimentación
Se alimenta de insectos, sobre todo de mantis, grillos, saltamontes, escarabajos, polillas y hormigas.